# JNN・JRN共同災害募金
JNN・JRN共同災害募金（ジェイエヌエヌ・ジェイアールエヌきょうどうさいがいぼきん）は、ジャパン・ニュース・ネットワーク（JNN）とジャパン・ラジオ・ネットワーク（JRN）の加盟社による募金事業。緊急災害の被災者救援を目的としており、緊急災害の発生時に募集期間が設けられて募金活動が行われる。
旧名は2005年に緊急災害時における被災者救援を目的に発足したTBSカンガルー災害募金（ティービーエスカンガルーさいがいぼきん）で、2010年6月に旧カンガルー募金がTBS未来への生命募金に改称されたのにあわせてTBSカンガルー災害募金からJNN・JRN共同災害募金に改称された。

## 概要
TBSテレビ（TBS）をキー局とするジャパン・ニュース・ネットワーク（JNN）加盟28社とTBSラジオ（TBS R）をキー局とするジャパン・ラジオ・ネットワーク（JRN）加盟34社が共同で行う募金事業。
なお、東北・北陸の大半と、四国の全放送局はラジオはJRNに加盟しているが、テレビは日本テレビをキー局とするNNN系列に加盟している地域も存在する。
関西広域圏では朝日放送ラジオ・MBSラジオの2局（和歌山県域局の和歌山放送を含めれば3局）がJRNに加盟しているため、テレビ系列がJNNの毎日放送から分社したMBSラジオと、当初からラジオ単営の和歌山放送が主体となって告知している。